# Zbigniew Zapasiewicz

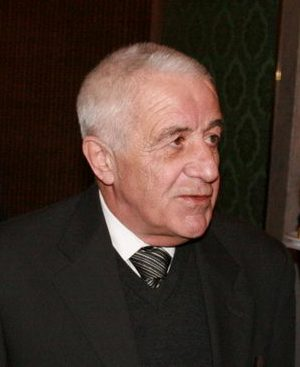
Zbigniew Zapasiewicz, 2008

Zbigniew Jan Zapasiewicz (* 13. September 1934 in Warschau; † 14. Juli 2009 ebenda) war ein polnischer Schauspieler, Theaterregisseur und Pädagoge.

## Leben
Zapasiewicz studierte zunächst 1951/1952 an der Polytechnischen Hochschule in Warschau Chemie, um anschließend an der Staatlichen Schauspielschule (PWST) in Warschau Schauspiel zu studieren. 1956 beendete er das Studium. Mit der PWST war er seit 1969 auch als Dozent verbunden. Er gehörte zuletzt dem Ensemble des Zeitgenössischen Theaters in Warschau an, wo er bereits zwischen 1959 und 1966 engagiert war. In der Zwischenzeit war er Ensemblemitglied des Dramatischen Theaters Warschau (1966 bis 1983) und des Teatr Powszechny, Warschau (1983 bis 1987). 1987 wurde er zum Intendanten des Teatr Dramatyczny bestellt, das er bis 1990 leitete.
Sein Filmdebüt hatte Zapasiewicz 1963 in Jan Łomnickis Wiano, seine erste Hauptrolle spielte er jedoch erst 1972 neben Maja Komorowska in Die Errettung von Edward Żebrowski. Ab 1976 arbeitete er regelmäßig mit dem Regisseur Krzysztof Zanussi zusammen; für seine Rolle in dessen Film Tarnfarben (1976) erhielt Zapasiewicz den Darstellerpreis auf dem nationalen Filmfestival in Danzig. Ein Höhepunkt seiner Karriere war die Rolle eines Chefredakteurs in Andrzej Wajdas Ohne Betäubung (1978). In den 1980er Jahren wurde er – nicht zuletzt durch seinen Auftritt in Krzysztof Kieślowskis Ein kurzer Film über das Töten (1987) – zu einem beliebten Darsteller und erhielt zahlreiche Auszeichnungen für seine Arbeit auf der Bühne sowie bei Film und Fernsehen, darunter 1980 den polnischen Staatspreis.
Zbigniew Zapasiewicz war der Neffe mütterlicherseits des Regisseurs Jerzy Kreczmar und des Schauspielers Jan Kreczmar.

## Theaterarbeiten als Schauspieler (Auswahl)
- 1958: Die Dreigroschenoper von Bertolt Brecht – Robert, die Säge – Regie: Konrad Swinarski
- 1963: Drei Schwestern von Anton P. Tschechow – Andrej Prozorow – Regie: Erwin Axer
- 1966: Die Ermittlung von Peter Weiss – Verteidiger – Regie: Erwin Axer
- 1971: Julius Caesar von William Shakespeare – Cassius – Regie: Rene Ludwik
- 1971: Warten auf Godot von Samuel Beckett – Wladimir – Regie: Maciej Prus
- 1972: Macbett von Eugène Ionesco – Macbett – Regie: Erwin Axer
- 1974: Hochzeit von Witold Gombrowicz – Trinker – Regie: Jerzy Jarocki
- 1977: König Lear von William Shakespeare – Graf Kent – Regie: Jerzy Jarocki
- 1979: Hamlet von William Shakespeare – Polonius – Regie: Gustaw Holoubek
- 1982: Coriolan von William Shakespeare – Coriolan – Regie: Krzysztof Kelm
- 1983: Yvonne, Prinzessin von Burgund von Witold Gombrowicz – König Ignacy – Regie: Zygmunt Hübner
- 1985: Baal von Bertolt Brecht – Baal – Regie: Piotr Cieślak
- 1988: Stern hinter der Mauer von Jacek St. Buras – Rhabbi Jehuda Rozenblat – Regie: Jan Szurmiej
- 1991: Die Hochzeitsfeier von Stanisław Wyspiański – Der Gastgeber – Regie: Kazimierz Dejmek
- 1992: Herr Jowialski von Aleksander Fredro – Szambelan Jowialski – Regie: Kazimierz Dejmek
- 1994: Liebe auf der Krim von Sławomir Mrożek – Iwan Nikolajewicz Zachedryński – Regie: Erwin Axer
- 1995: Ein Wintermärchen von William Shakespeare – Leontes – Regie: Maciej Englert
- 1995: Der Botschafter von Sławomir Mrożek – Botschafter – Regie: Erwin Axer
- 1997: Tango von Sławomir Mrożek – Stomil – Regie: Maciej Englert
- 2001: König Lear von William Shakespeare – Lear – Regie: Piotr Cieplak
- 2002: Amadeus von Peter Shaffer – Salieri – Regie: Zbigniew Brzoza
- 2004: Glengarry Glen Ross von David Mamet – Shelly Levene – Regie: Tadeusz Bradecki
- 2004: Katastrophe, Impromptu „Ohio“ und Das letzte Band von Samuel Beckett – Zapasiewicz spielt Beckett (zum 70. Geburtstag von Zbigniew Zapasiewicz) – Regie: Antoni Libera
- 2005: Kosmos von Witold Gombrowicz – Leon – Regie: Jerzy Jarocki

## Theaterarbeiten als Regisseur (Auswahl)
- 1985: Vier von Ireneusz Iredyński
- 1987: Gefährliche Liebschaften von Christopher Hampton
- 1992: Schnee von Stanisław Przybyszewski
- 2001: Am goldenen See von Ernest Thompson (Regie und Hauptrolle)

## Filmografie (Auswahl)

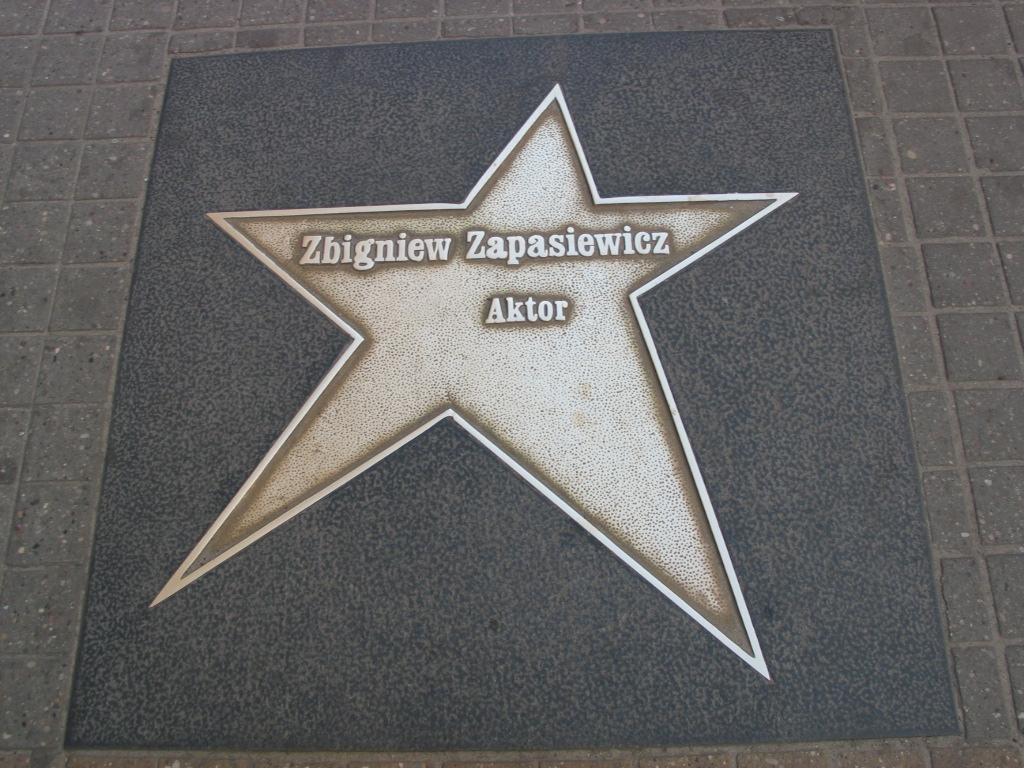
Zapasiewicz’ Stern auf dem Walk of Fame in Łódź

- 1966: Barriere (Bariera) – Regie: Jerzy Skolimowski
- 1971: Hinter der Wand (Za sciana) – Regie: Krzysztof Zanussi
- 1975: Bilder aus dem Leben (Obrazki z zycia) – Regie: Jerzy Domaradzki und Feliks Falk
- 1975: Das gelobte Land (Ziemia obiecana) – Regie: Andrzej Wajda
- 1976: Con amore – Regie: Jan Batory
- 1978: Ohne Betäubung (Bez znieczulenia) – Regie: Andrzej Wajda
- 1979: Die Mädchen von Wilko (Panny z Wilka) – Regie: Andrzej Wajda
- 1979: Wege in der Nacht (Drogi pośród nocy) – Regie: Krzysztof Zanussi
- 1981/87: Der Zufall möglicherweise (Przypadek) – Regie: Krzysztof Kieślowski
- 1982: Imperativ – Regie: Krzysztof Zanussi
- 1983: Mutter Krol und ihre Kinder (Matka Królów) – Regie: Janusz Zaorski
- 1984: Ein Jahr der ruhenden Sonne (Rok spokojnego słońca) – Regie: Krzysztof Zanussi
- 1985: Der Bariton (Baryton) – Regie: Janusz Zaorski
- 1988: Ein kurzer Film über das Töten (Krótki film o zabijaniu) – Regie: Krzysztof Kieślowski
- 1992: Hunde (Psy) – Regie: Władysław Pasikowski
- 1999: Mit Feuer und Schwert (Ogniem i mieczem) – Regie: Jerzy Hoffman (Zapasiewicz als Erzähler aus dem Off)
- 2000: Life As a Fatal Sexually Transmitted Disease – Regie: Krzysztof Zanussi
- 2001: L’Homme des foules – Regie: John Lvoff
- 2005: Persona non grata – Regie: Krzysztof Zanussi